# Campagna

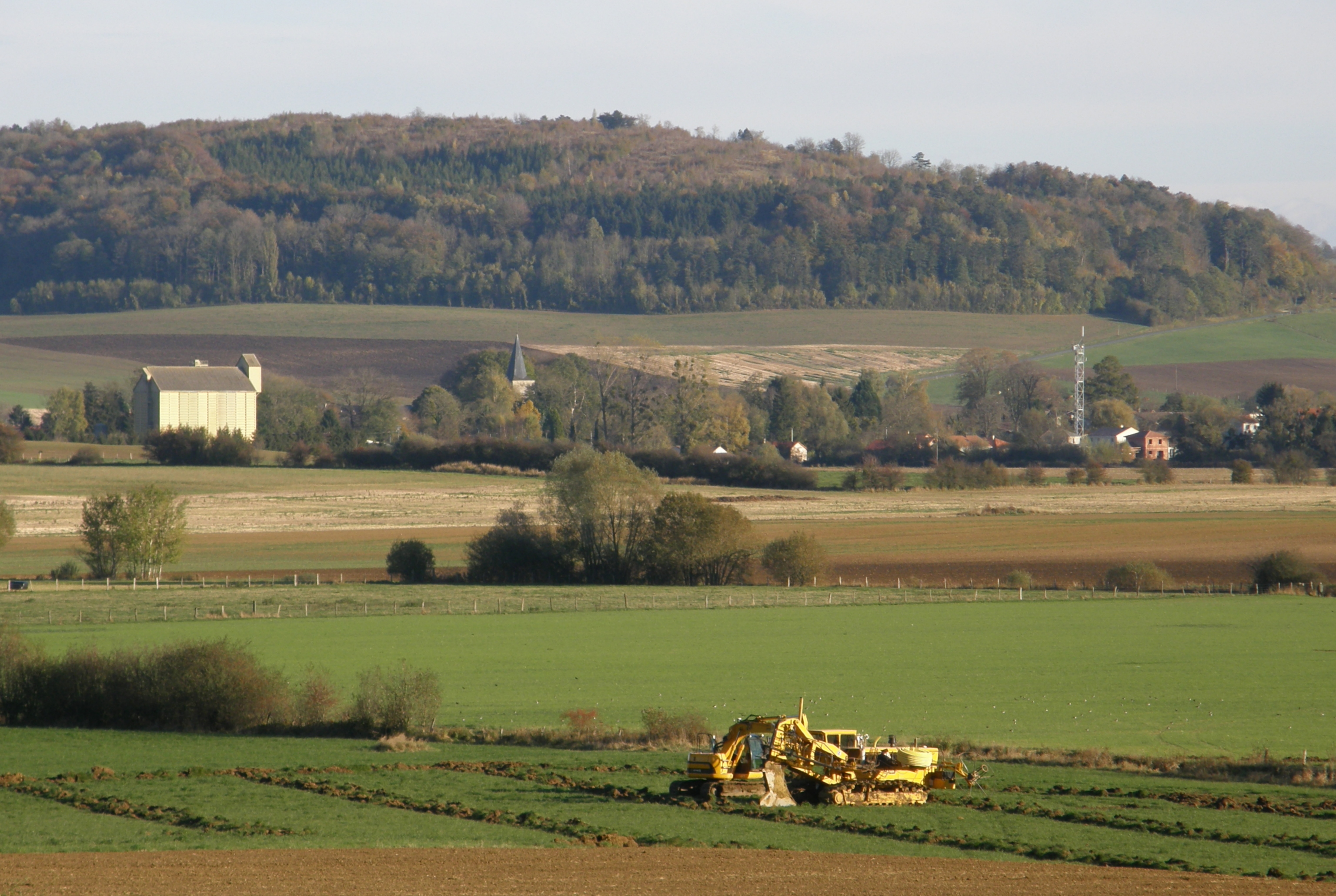
Campagna francese presso Damvillers.

Per campagna (dal latino tardo campanea, campania), o area rurale (sempre dal latino ruralis, derivato di rus, ruris col significato appunto di "campagna"), si intende un'estesa superficie di terreno aperto, fuori o lontano da centri urbani o da importanti centri abitati, caratterizzata da una bassa densità di popolazione e abitata per lo più da qualche piccola comunità rurale, tipicamente insediata in borgate o case sparse. Costituita da ampi territori pianeggianti o di bassa collina, la campagna, strettamente legata al mondo agricolo, ricopre un importante ruolo culturale ed economico nella società umana, essendo il luogo dove si svolge la maggior parte delle attività legate al settore primario.

## Descrizione

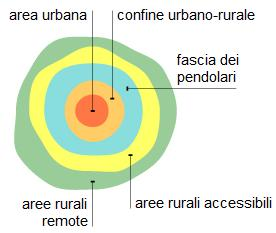
Diagramma che mostra la suddivisione delle aree rurali in base al grado di accessibilità all'area urbana di riferimento.

La campagna è a tutti gli effetti un ambiente artificiale, frutto dell'antropizzazione del territorio in relazione ai bisogni primari dell'uomo. Si stima che nel mondo circa l'11% delle terre emerse (più di 1400 milioni di ettari) sia destinato allo sfruttamento agricolo, e che quindi corrisponda al caratteristico ambiente della campagna. Le aree rurali possono essere classificate in base alla densità di popolazione, alla distanza dal centro urbano più vicino e all'accessibilità da parte dei comuni mezzi di trasporto; in particolare, in quest'ultimo caso, si distinguono le seguenti zone: il confine urbano-rurale, che comprende le aree più periferiche del centro abitato principale, la fascia dei pendolari, le aree rurali accessibili e le aree rurali remote.

### Clima
Il clima di campagna è tipico delle aree rurali site nelle zone temperate del pianeta, caratterizzate da medie temperature e precipitazioni abbondanti, clima ideale per la coltivazione di cereali e piante da frutto e per l'allevamento del bestiame.

### Paesaggio

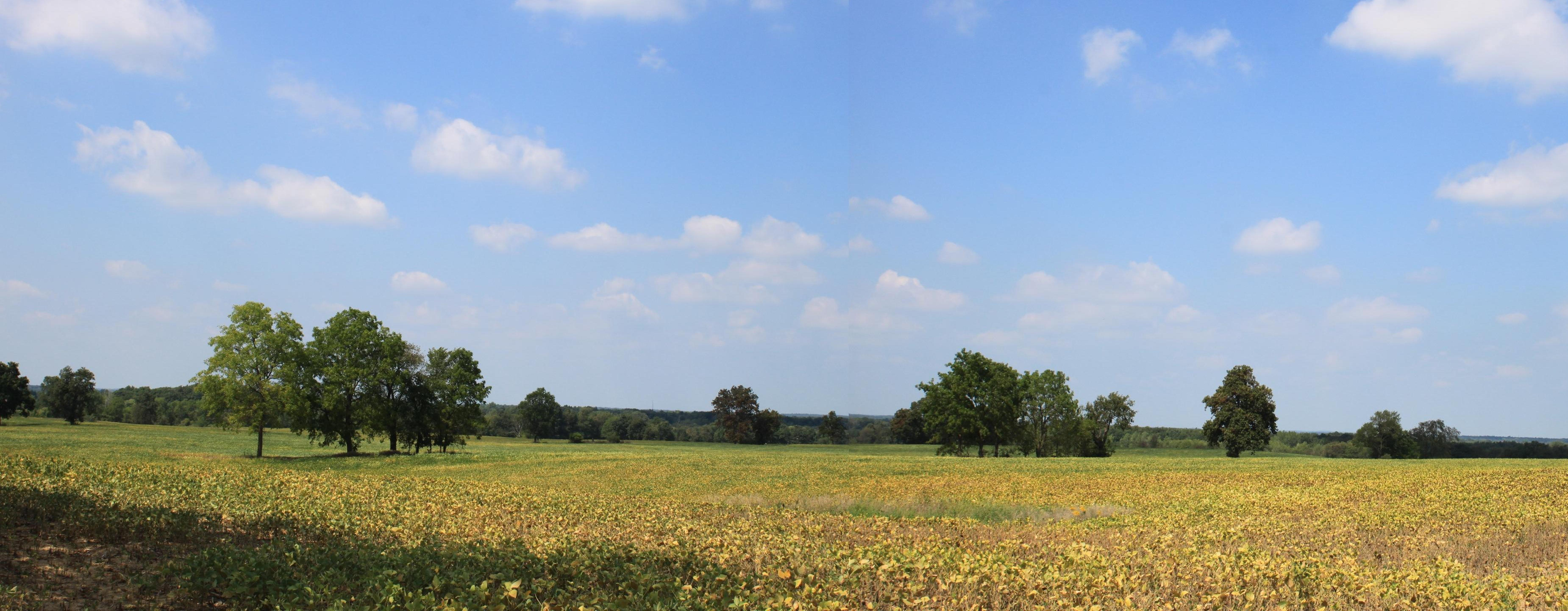
Paesaggio rurale del Michigan.

Le aree rurali sorgono preferibilmente su territori pianeggianti o di bassa collina, caratterizzati da terreni fertili, idrograficamente ricchi e ben esposti al Sole. Considerando la distribuzione a livello globale e l'importante componente antropologica, il territorio della campagna si può presentare con diverse caratteristiche a seconda della cultura e della regione geografica di riferimento. Nonostante ciò, è comunque possibile rilevare elementi comuni alla maggior parte delle aree rurali distribuite sul pianeta, quali ad esempio campi destinati a vari utilizzi (agricoltura, pascolo, raccolta legname ecc.), boschi isolati di piccole dimensioni, che si estendono solitamente lungo un fiume o tra un campo e l'altro, e numerosi corsi d'acqua, sia naturali che artificiali, normalmente sfruttati per l'irrigazione delle colture. Comuni a livello globale sono anche alcune costruzioni tipiche del mondo agricolo quali granai, fienili, silo e stalle.

### Flora

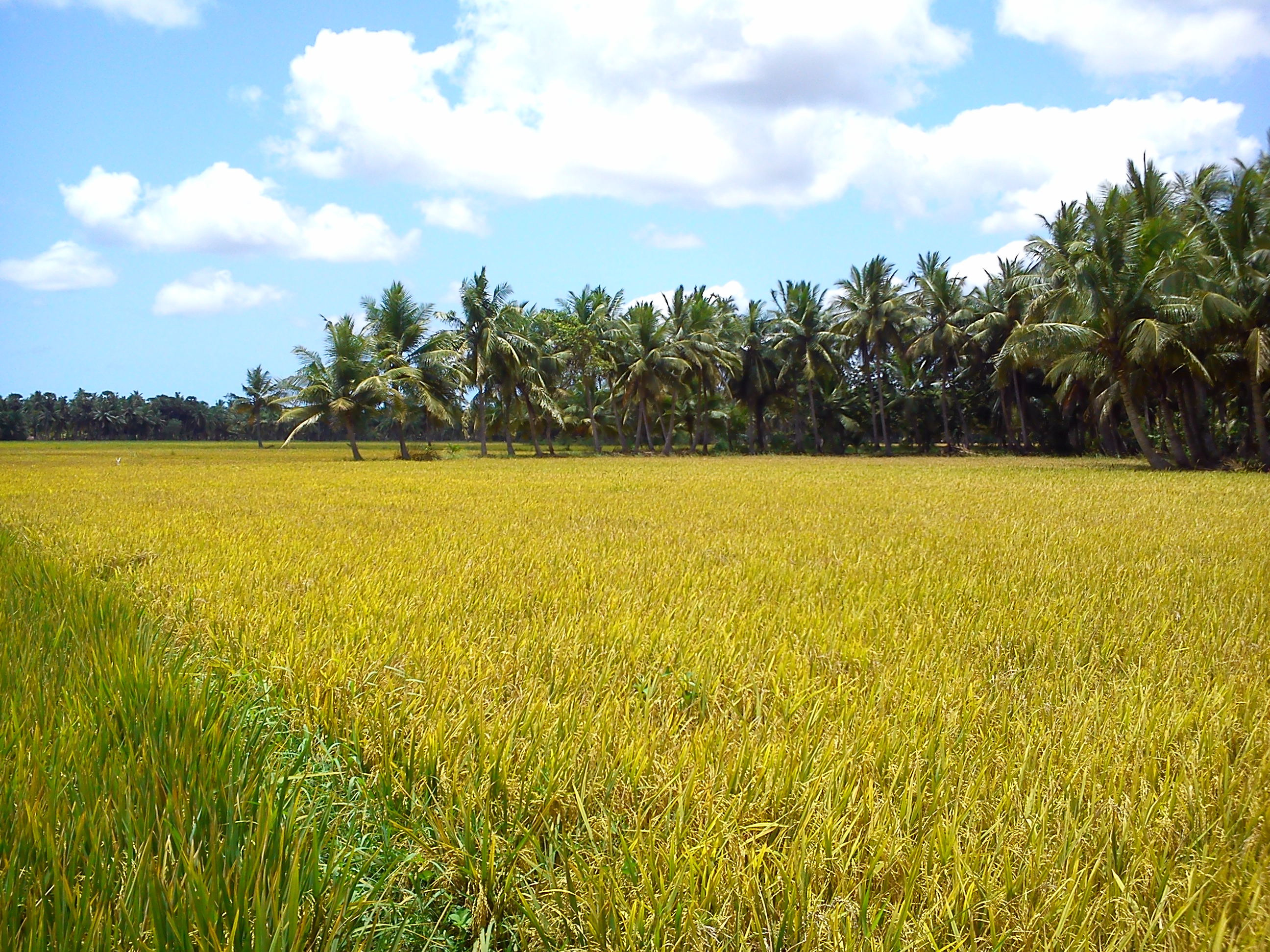
Campo coltivato a riso nel Distretto del Godavari Orientale, in India.

La flora della campagna è quasi totalmente costituita dalle specie vegetali coltivate dall'uomo, mentre la restante parte è data dalla vegetazione autoctona dei boschi e dei prati incolti. Molto comuni sono le piante erbacee che crescono spontaneamente ai margini di campi e frutteti, nei boschi e sulle rive dei corsi d'acqua, spesso rappresentando un fattore di disturbo per le coltivazioni. Molte erbe di campagna trovano impiego nelle pratiche mediche popolari, tramandate per lo più oralmente di generazione in generazione.

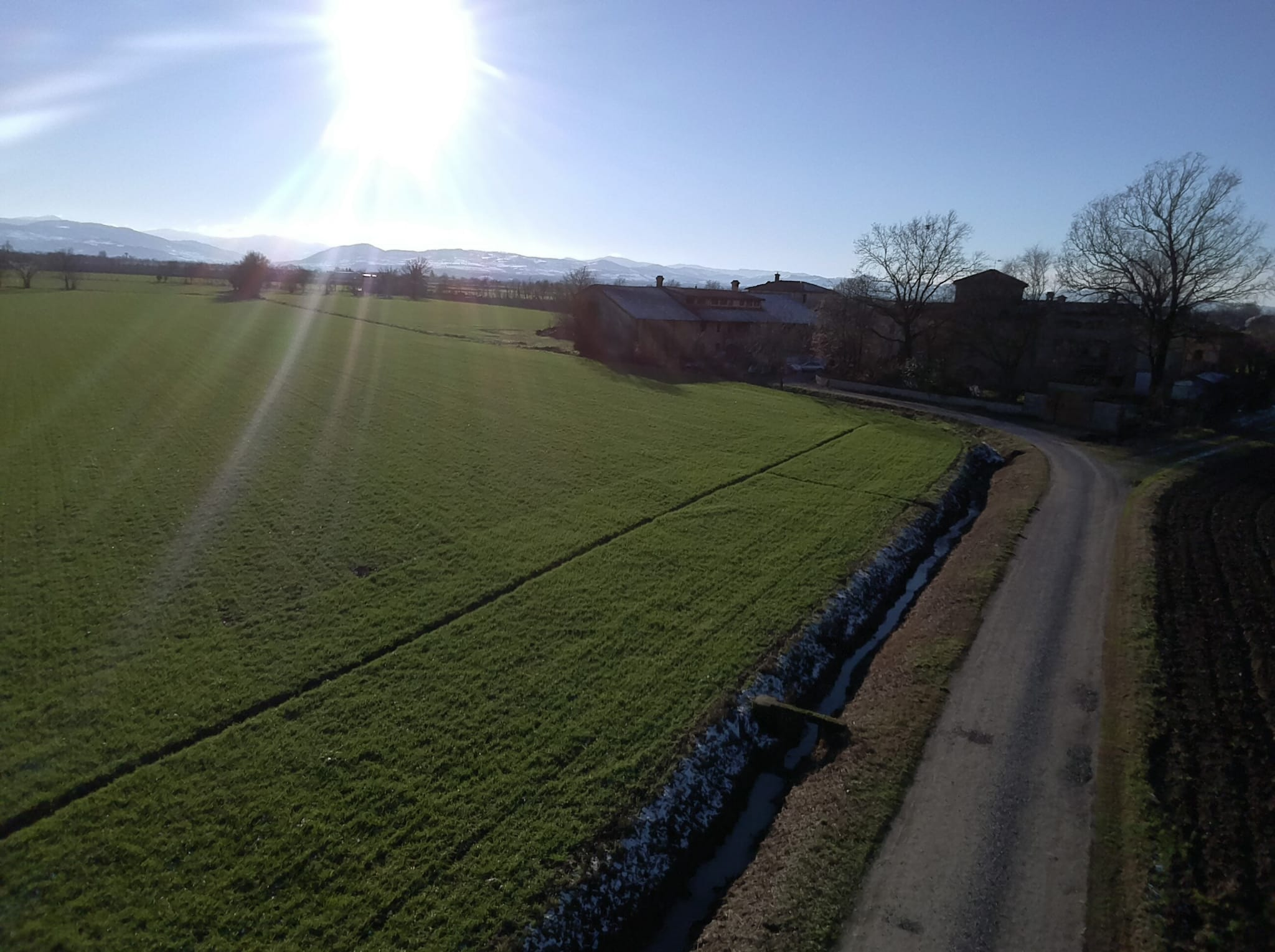
Campagna in provincia di Piacenza (Italia, Emilia-Romagna), vista aerea con casale (2020)

### Fauna

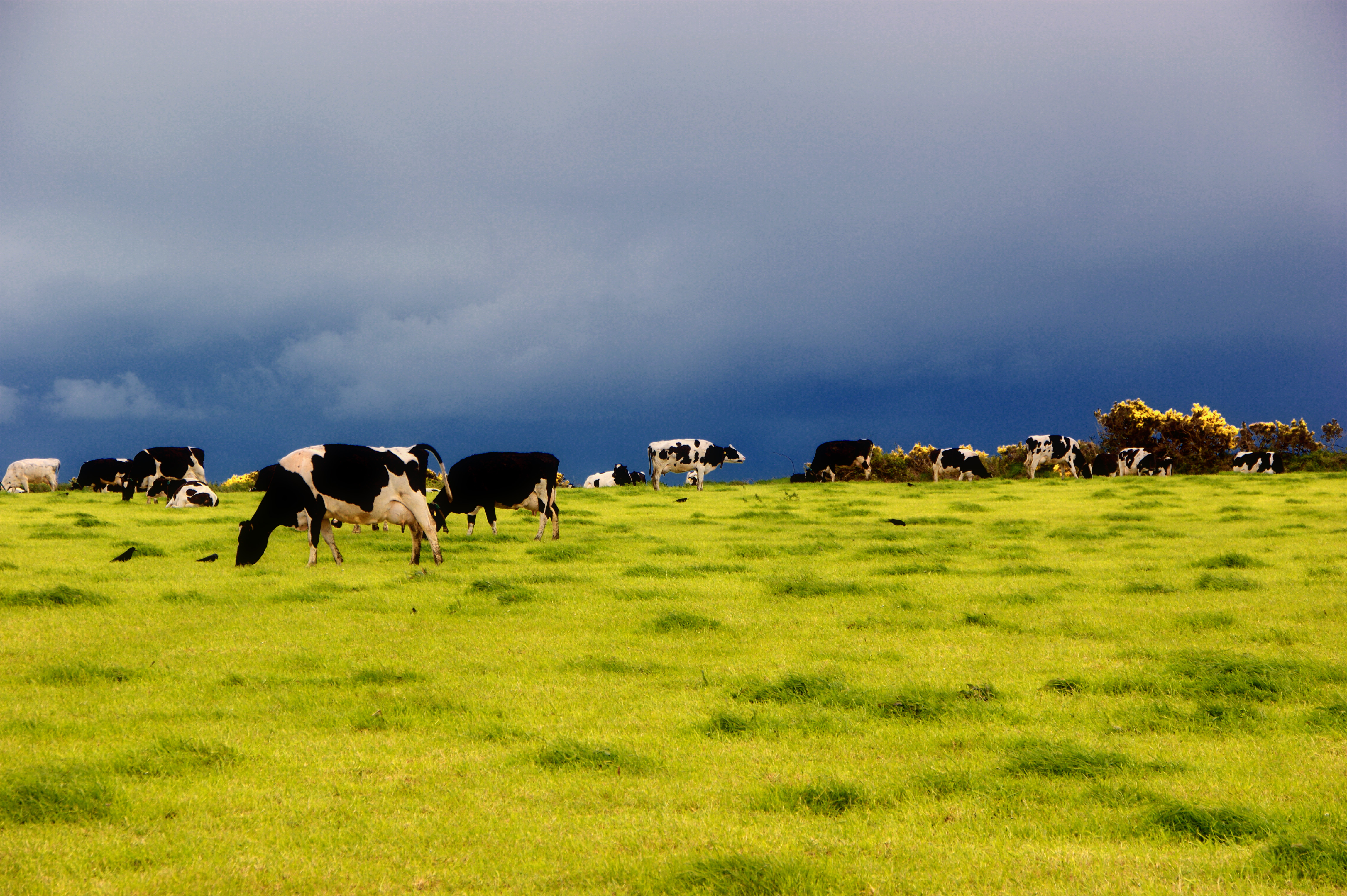
Vacche al pascolo nella campagna irlandese.

La fauna delle aree rurali è molto variegata e comprende in primis gli animali domestici da allevamento, seguiti dalle specie autoctone di mammiferi, rettili, volatili, pesci d'acqua dolce e artropodi.

## Storia
L'evoluzione nel tempo del mondo rurale è legata a doppio filo con quella dell'agricoltura, che ne ha via via definito l'aspetto e le caratteristiche, sia paesaggistiche che socio-culturali in tutto il mondo.

### Istruzione

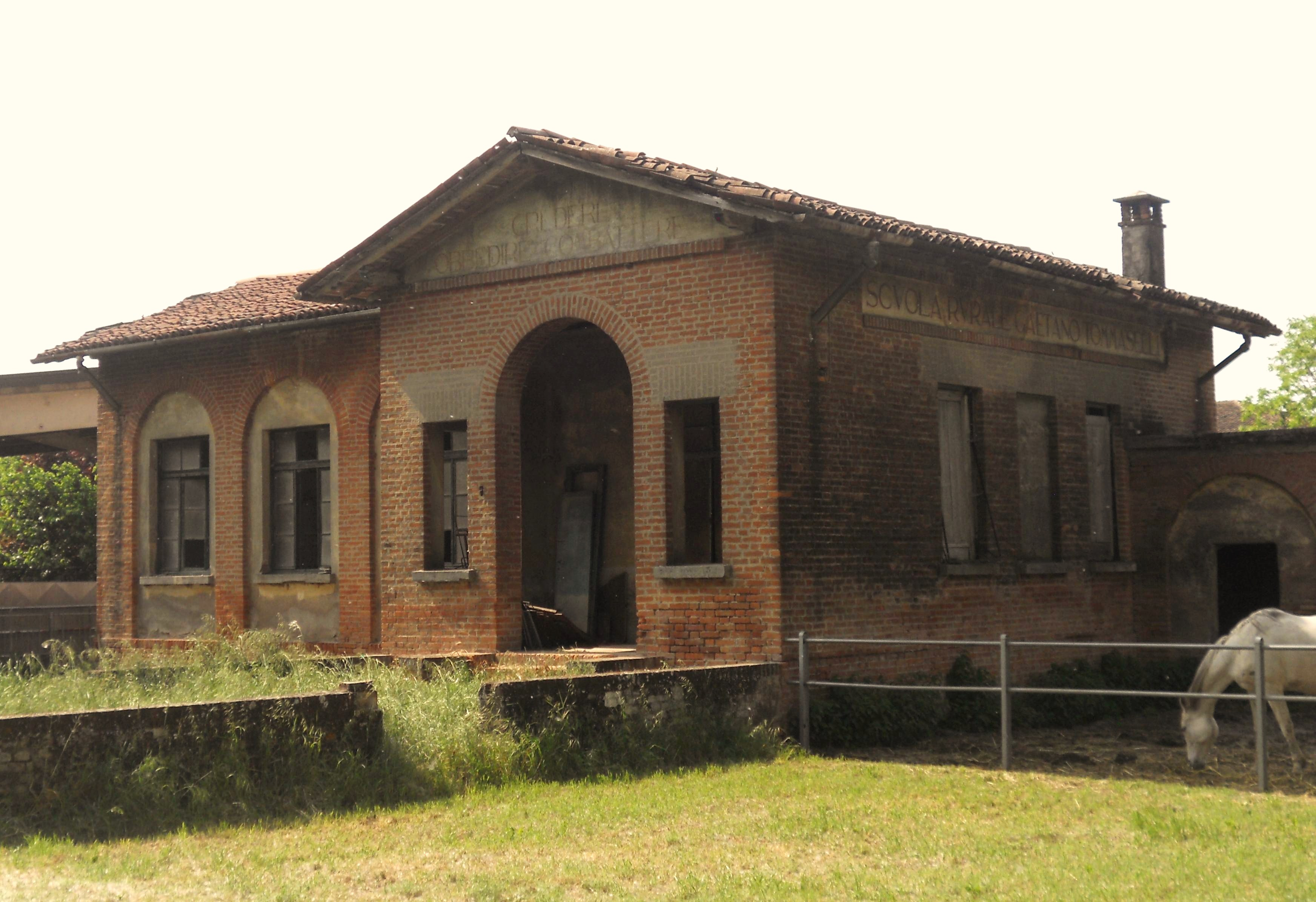
Ex scuola rurale di epoca fascista nella campagna del comune di Fiesco, in Lombardia.

## Società rurali

### Sanità
I piccoli nuclei abitati caratteristici delle campagne sono spesso difficilmente raggiungibili coi comuni mezzi di trasporto, e ciò contribuisce, sia dal punto di vista sociale che sanitario, ad accentuarne l'isolamento, cosa che si traduce in una ridotta possibilità da parte degli abitanti di usufruire agevolmente dei servizi offerti dal sistema sanitario nazionale, sia in caso di esami di routine che in caso di emergenza.
In un documento del 2013 pubblicato sul Bulletin of the World Health Organization si pone l'attenzione sulle problematiche condizioni sanitarie delle aree rurali di tutto il mondo, individuando tra le cause principali del problema la distribuzione non equa del personale e delle strutture sanitarie sul territorio di una nazione, risorse prevalentemente concentrate nelle aree urbane.

### Masserie
Le masserie sono tipiche agglomerazioni rurali e sociali.

### Annotazioni
1. ↑  Dal 1968 In Italia è in vigore una legge che prevede l'esistenza delle "farmacie rurali", farmacie ubicate in centri abitati e isole minori che contano meno di 5 000 abitanti e che sono, per conformazione del territorio, difficilmente raggiungibili. Tali strutture sono in grado di garantire un servizio sanitario base, rappresentando spesso l’unico presidio sanitario esistente su una vasta area di riferimento. Al 2013 sul territorio italiano si contavano più di 6000 farmacie rurali attive.[9]

### Fonti
1. 1 2   Campagna, in Treccani.it – Vocabolario Treccani on line, Roma, Istituto dell'Enciclopedia Italiana. URL consultato il 28 aprile 2015.
2. ↑   Rurale, in Treccani.it – Vocabolario Treccani on line, Roma, Istituto dell'Enciclopedia Italiana. URL consultato il 26 maggio 2015.
3. 1 2  (EN) Rural area, su National Geographic Education. URL consultato il 29 aprile 2015.
4. ↑  De Agostini, pp. 34-35.
5. ↑  (EN) What is a rural area?, su bbc.co.uk, sito web della BBC. URL consultato il 7 maggio 2015 (archiviato dall'url originale l'8 marzo 2015).
6. ↑  Lupia Palmieri-Parotto, p. B43.
7. ↑  (EN) Traditional Medicine, su who.int, sito web dell'OMS. URL consultato il 7 maggio 2015.
8. ↑  (EN) James Buchan, Ian D Couper, Viroj Tangcharoensathien, Khampasong Thepannya, Wanda Jaskiewicz, Galina Perfilieva e Carmen Dolea, Early implementation of WHO recommendations for the retention of health workers in remote and rural areas (PDF), in Bulletin of the World Health Organization, vol. 91, n. 11, OMS, 1º novembre 2013, DOI:10.2471/BLT.13.119008, ISSN 0042-9686 (WC · ACNP), PMID 24347707. URL consultato il 6 maggio 2015.
9. ↑   La farmacia rurale, su federfarma.it, 14 febbraio 2013. URL consultato il 6 maggio 2015.